# Mălăiești, Prahova
Mălăiești este un sat în comuna Râfov din județul Prahova, Muntenia, România.
Mălăiești este situat între pâraiele Recea și Ghighiu, la vest de Râfov și șoseaua județeană, la circa 200 m de aceasta din urmă. Are după structură și caracterul lui, aspect de așezare tip deșirată, în unghi. Satul este străbătut de un drum de importanță județeană, care leagă satul Râfov de satul Pietroșani, care aparține de comuna vecină, Puchenii Mari. Drumul este modernizat, pe direcția Pietroșani-Mălăiești-Râfov-Cătunu-Berceni-Ploiești.   
În sat este amplasată o mănăstire.